# (35363) 1997 TV28
1997 TV28 (asteroide 35363) é um asteroide troiano de Júpiter. Possui uma excentricidade de 0.07950120 e uma inclinação de 16.05040º.
Este asteroide foi descoberto no dia 6 de outubro de 1997 por Uppsala-DLR Trojan Survey em La Silla.